# Filosofía zoológica

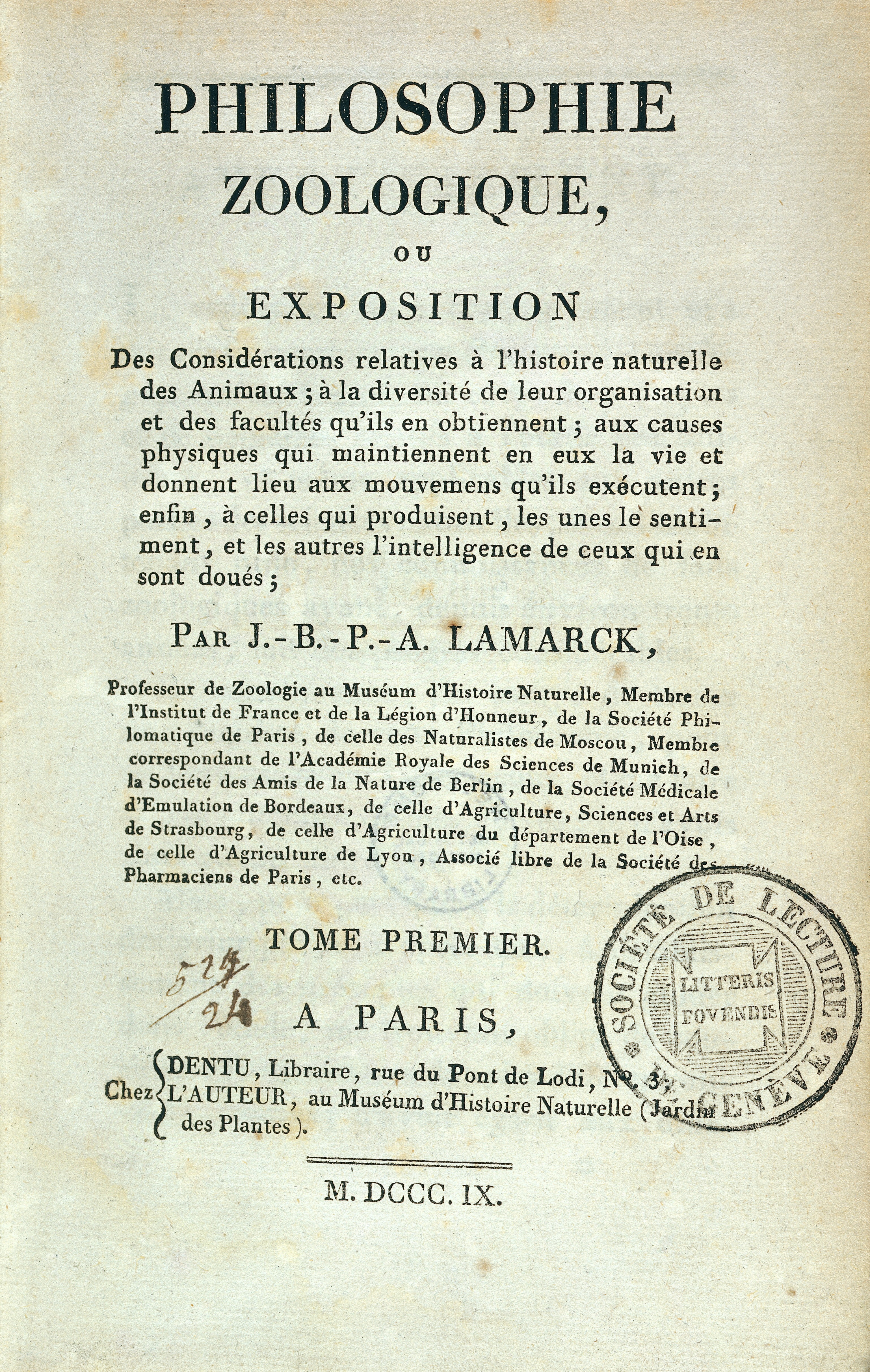
Portada

Filosofía zoológica (en francés: Philosophie zoologique ou exposition des considérations relatives à l'histoire naturelle des animaux) es una posterior edición refundida, corregida y aumentada de la obra Indagaciones sobre los cuerpos vivientes de Jean-Baptiste Lamarck donde expone su teoría sobre la evolución de la vida. La obra se divide en una introducción y tres partes. Fue publicada por primera vez en 1809.

## Introducción
Comienza la introducción preguntándose si en la naturaleza hay algo más importante que el estudio de los animales y sus conexiones, con el hombre y el estudio del poder que tiene sobre ellos, y su organización, el clima y las zonas donde habitan; cómo su forma de vida y sus hábitos modifican sus caracteres, sus órganos y sus facultades y cómo la complejidad más o menos grande que observamos en estos seres puede conducirnos a conocer en que orden la naturaleza ha obrado para la formación de sus especies.
Advierte que el examen de los organismos no consiste únicamente en conocer sus razas y determinar sus diferencias, fijando sus caracteres particulares, sino que además es importante llegar a conocer el origen de sus facultades, las causas que les hacen mantener la vida y reproducirse y, también, la notable progresión que presentan en la naturaleza, en su organización y en el desarrollo de esas facultades.
Defiende que las facultades sensoriales e intelectuales están supeditadas a “lo físico”, a los órganos que las producen y cómo para confirmar tal hecho hay que retroceder en la escala de complejidad, desde el hombre, el más complejo y perfecto, a lo más simple, y observar cómo la adquisición de estas facultades está ligada a la adquisición de los órganos que las producen. Partiendo de su inexistencia, los hábitos y la necesidad han conducido a las especies a dotarse de los órganos que las producen, perfeccionándolos gradualmente lo que ha llevado a aumentar, también gradualmente, estas facultades.
Niega que las especies se hayan creado tal y como se conocen, sino que la Naturaleza ha obrado por tanteos y sucesivamente. La Naturaleza ha ido creando los diferentes órganos especiales y facultades de que están dotados los animales de manera progresiva. 
En un párrafo sintetiza la teoría que va a exponer y tratar de demostrar a lo largo del libro: las circunstancias crean la necesidad, esa necesidad crea los hábitos, los hábitos producen las modificaciones como resultado del uso o desuso de determinado órgano y los medios de la Naturaleza se encargan de fijar esas modificaciones.
Continúa quejándose de la desatención que ha observado por el mundo de los invertebrados y destaca la importancia de su estudio. Nos dice que es en el estudio de los invertebrados donde mejor se puede ver la acción de la Naturaleza, y da cuatro motivos:
- Las especies son mucho más numerosas.

- Siendo más numerosas son más variadas.

- Sus diferencias son mayores, más marcadas y singulares.

- Se puede seguir más fácilmente el orden en el que la Naturaleza ha ido dotándoles de los diferentes órganos.

Advierte que para el estudio de la Naturaleza es necesario ir de lo general a lo particular. Primero conocer cómo ha obrado la Naturaleza, antes de acometer el estudio de sus detalles.

El verdadero medio, en efecto, de llegar a conocer bien un objeto, hasta en sus más mínimos detalles, consiste en comenzar por considerarle en su totalidad, examinando, por de pronto, ya su masa, ya su extensión, ya el conjunto de las partes que lo componen; por indagar cuál es su naturaleza y su origen, cuáles son sus relaciones con los otros objetos conocidos; en una palabra, por considerarle desde todos los puntos de vista que puedan ilustrarnos sobre todas las generalidades que le conciernen. Después se divide el objeto de que se trata en partes principales, para estudiarlas y considerarlas separadamente bajo todas las analogías que pueden instruirnos respecto de él, y continuando así en dividir y subdividir tales partes, se llega á penetrar hasta las más pequeñas, cuyas particularidades se indaga, sin olvidar los menores detalles. Terminadas tales indagaciones, se procura deducir las consecuencias de ellas, y poco a poco la filosofía de la ciencia se establece, se rectifica y se perfecciona.

Es por que no se ha atendido a esto, con el único interés por el estudio de los detalles, por lo que Lamarck considera que no se ha llegado a descubrir las verdaderas conexiones de todas las especies, sin que se halla llegado a conocer el verdadero plan de la Naturaleza y sus leyes.

## Primera parte
Es en la primera parte donde expone su teoría evolutiva (se la ha denominado “transformista”) de la vida, presentado los que considera hechos esenciales observados y los principios generales de las ciencias naturales.
Comienza con lo que denomina las partes del arte en las ciencias Naturales (su visión de la taxonomía de la época) diferenciando lo que forma parte de la naturaleza y lo que forma parte de esas artes. Dando importancia a las analogías que observa en toda la naturaleza.
Continúa presentando pruebas de la degradación de la organización que reina de un extremo a otro de la escala animal colocando a los más perfectos en la extremidad superior de ella (desciende desde el hombre, considerándolo el más complejo y perfecto, hasta lo más simple).
En capítulos posteriores hace ver la influencia de las circunstancias y de los hábitos como el origen de las causas que favorecen o detienen sus desarrollos. 
Y termina esta parte con la consideración del orden natural de los animales, su distribución y clasificación.

### Sobre "las partes del arte"
Lamarck habla concretamente de: "Las partes del arte para definir las producciones de la naturaleza". Considera que no hay que confundir estas artes, creación del hombre, con la obra de la naturaleza. Considera que las distribuciones sistemáticas: clases, órdenes, familias y géneros son convenciones creadas por el hombre para facilitar el estudio de la naturaleza, que en la naturaleza no se dan estas divisiones y que de lograr acceder al conocimiento de toda la variedad que produce la naturaleza, las diferencias que pueden parecer notables entre estos grupos, se difuminarían:

Tales clasificaciones, muchas de las cuales fueron tan felizmente imaginadas por los naturalistas, así como las divisiones y subdivisiones que presentan, son medios absolutamente artificiales. Nada de todo esto se encuentra en la Naturaleza, a pesar del fundamento que parece darles algunas porciones de la serie natural que aparentan hallarse aisladas. De modo que se puede asegurar que entre sus producciones, la Naturaleza no ha formado realmente ni clases, ni órdenes, ni especies constantes, sino sólo individuos que se suceden los unos a los otros y que se asemejan a los que los han producido. Pero estos individuos pertenecen a razas extraordinariamente diversificadas, que se diversifican bajo todas las formas y en todos los grados de organización, conservándose cada una de ellas sin mutación en tanto que no obra ninguna causa de cambio.

En estas partes del arte, que considera necesaria para el estudio de la naturaleza, defiende “la gran sencillez y la bella jerarquía establecida por Linneo” frente a lo que considera abusos en la creación de subclases.
Lamarck continúa destacando la importancia que tiene el estudio de las conexiones y analogías que existen entre los diferentes grupos de organismos para así lograr descubrir la pauta que la naturaleza ha llevado hasta alcanzar la actual diversificación. Destaca tres órganos para facilitar este estudio: el sistema nervioso (él lo llama órgano del sentimiento), órgano de la respiración y órgano de la circulación.

### Su concepción de “especie”
El capítulo tercero lo dedica a determinar lo que consideramos especies e “indagar si es cierto que las especies tienen una constancia absoluta, y resultan tan antiguas como la Naturaleza, y si han existido en su origen en la forma que hoy las vemos; ó si sujetas a los cambios de circunstancias que han podido obrar a su respecto, aunque con lentitud, llegaron a cambiar de carácter y de forma por la sucesión del tiempo.”

Se ha designado con el nombre de especie toda colección de individuos semejantes que fueron producidos por otros individuos parecidos a ellos. Esta definición es exacta, pues todo individuo que goza de vida se asemeja siempre, con muy escasas diferencias, a aquel o aquellos de quienes procede. Pero se ha aliado a esta definición la suposición de que los individuos que componen una especie no varían nunca en su carácter específico, y que, consecuentemente, la especie tiene una constancia absoluta en la Naturaleza. Únicamente esta suposición es la que me propongo combatir, porque infinidad de pruebas evidentes obtenidas por la observación demuestran que no resulta fundada.

La suposición casi generalmente admitida de que los cuerpos vivientes constituyen especies constantemente distintas por caracteres invariables, y que la existencia de ellas es tan antigua como la de la propia Naturaleza, fue establecida en un tiempo en que faltaban los medios de observación y en que las ciencias naturales resultaban casi nulas. Pues tal suposición resulta casi diariamente desmentida a los ojos de los experimentadores, que han seguido largo tiempo la marcha de la Naturaleza y que han consultado con fruto las grandes y ricas colecciones de los museos.

Lamarck hace notar la dificultad de considerar las especies como entidades diferenciadas dentro de la naturaleza, consideró que descendiendo (desde la actualidad a los orígenes) en la historia de cualquier especie se llegan a encontrar diferencias tan matizadas que cuanto más se llegase a conocer toda la variedad contenida en la naturaleza, la historia y los pasos que ha transitado cada individuo, más difícil se haría diferenciar a los individuos por especies, destacando una especial dificultad en el caso del reino vegetal.

Por ejemplo, que las semillas de una gramínea o de toda otra planta natural en una pradera húmeda sean transportadas por una circunstancia cualquiera, sobre la ladera de una colina próxima en que el suelo, aunque más elevado, resulte todavía bastante fresco para permitir a la planta conservar su existencia. Y que en seguida, después de haber vivido en ella y de haberse regenerado muchas veces, alcance paulatinamente el suelo seco y casi árido de una cresta montañosa; pues si la planta llega a aclimatarse y a subsistir en este lugar, habrá cambiado tanto, que los botánicos que la encuentren constituirán con ella una especie particular.

Lo mismo sucederá con animales a los que las circunstancias hayan llevado a aclimatarse a otro modo de vida. 
Considera seis extremos para apoyar su idea de que las especies han evolucionado de las más simples a las más complejas:
- 1.- Todos los cuerpos organizados (organismos) de la Tierra han sido producidos por la naturaleza sucesivamente y después de una enorme sucesión de tiempo.

- 2.- En su marcha constante, la Naturaleza ha comenzado, y recomienza aún todos los días, por formar los cuerpos organizados más simples, y que no forma directamente más que estos. Es decir, que estos primeros bosquejos de organismos son los que se ha designado con el nombre de generaciones espontáneas.

- 3.- Estando formados los primeros bosquejos del animal y del vegetal han desarrollado poco a poco los órganos y con el tiempo se han diversificado.

- 4.- La facultad de reproducción inherente en cada organismo ha dado lugar a los diferentes modos de multiplicación y de regeneración de los individuos. Por ello los progresos adquiridos se han conservado.

- 5.-  Con la ayuda de un tiempo suficiente, de las circunstancias, de los cambios surgidos en la Tierra, de los diferentes hábitos que ante nuevas situaciones los organismos han tenido que mantener, surge la diversidad de estos.

- 6.- Los cambios en su organización y de sus partes, lo que se llama especie, han sido sucesiva é insensiblemente formados. Por lo que la especie no tiene más que una constancia relativa en su estado y no puede ser tan antigua como la Naturaleza.

Al argumento en contra de que en las colecciones no existen evidencias de estos cambios, Lamarck responde diciendo que por lo general tendemos a “juzgarlo todo con un concepto antropomórfico”.

Para el hombre que, a este respecto, no juzga sino según los cambios que él percibe, los intervalos de estas mutaciones son estados estacionarios que le parecen sin límites a causa de la brevedad de nuestra existencia. Y como los registros de sus observaciones sólo se extienden a algunos millares de años, lo que constituye una duración infinitamente grande con relación a él, aunque relativamente pequeña con relación a los cambios que se efectúan sobre la superficie del planeta, todo le parece estable en el globo que habita […] Las magnitudes, en extensión y en duración, son relativas. […] Para admitir el cambio insensible de las especies y las modificaciones que experimentan los individuos a medida que se ven obligados a contraer nuevos hábitos, no nos vemos reducidos a la consideración de los pequeños espacios de tiempo que pueden abrazar nuestras observaciones sobre ellos.

### De las especies llamadas perdidas
Lamarck expone que de existir extinciones, estas únicamente se habrían dado entre los animales superiores, “donde el hombre, por el imperio absoluto que ejerce sobre ellos, ha podido llegar a destruir todos los individuos de algunas de aquellas que no quiso conservar ni reducir a la domesticidad”.
Con ello ataca a la teoría de Cuvier que servía para justificar el que entre los fósiles se encontraran especies diferentes a las de la época, esto es a las actuales.
Lamarck defiende la inexistencia de las extinciones postuladas por Cuvier, defendiendo que los fósiles encontrados no eran de especies extintas por cataclismos, sino que aquellas se transformaron en las actuales.

### Sobre la degradación y simplificación
Al contrario de como procedemos en la actualidad: partiendo de los orígenes ir ascendiendo hacia el presente, Lamarck expuso su teoría en el sentido contrario: partiendo del presente, de lo más complejo, llegar a los orígenes. Así habla de la degradación y simplificación de la organización de un extremo a otro de la cadena animal. 
Probablemente expuso su teoría en el mismo sentido en el que la investigó. Sin posibilidad de remontarse a los orígenes ya que para él eran desconocidos, quizá investigó la evolución de la vida desde el presente y descendiendo al pasado, atendiendo a su intuición de que la historia de la vida había ido dotando a los organismos de una mayor complejidad. Así él la expuso en orden inverso a como hoy la estudiamos:  

En seguida observamos que, salvo las anomalías, cuya causa determinaremos, reina, de un extremo a otro de esta cadena, una degradación sorprendente en la organización de los animales que la componen y una disminución proporcionada en el número de las facultades de estos animales. De suerte que si en una de las extremidades de la cadena de que se trata, se encuentran los más perfectos de los seres, se ve necesariamente en la otra extremidad los más simples y los más imperfectos.

De modo que puede observarse como los órganos se atenúan hasta llegar a desaparecer. Sin que esa degradación sea siempre graduada y regular sino que con frecuencia un órgano surge súbitamente o desaparece sin que se encuentren formas intermedias. Estas anomalías no vendrían a refutar la teoría sino que por el contrario se entiende que se deben a las diversas circunstancias anómalas que se dan en la naturaleza, a las que están sometidos los organismos. Viene a decir que si la naturaleza fuera regular encontraríamos una gradación regular, pero como la naturaleza no es regular, como las circunstancias a la que pueden estar sometidos los organismos son irregulares y en casos anómalos, la gradación que observamos es irregular y anómala.

Es evidente que si la Naturaleza no hubiese dado la existencia más que a seres acuáticos, y que si ellos hubieran vivido en el mismo clima, la misma clase de agua, la misma profundidad, etcétera, etc., en tal caso, sin duda, se habría hallado en la organización de estos animales una gradación regular y hasta matizada. Pero la Naturaleza no tiene su poder encerrado en semejantes límites.

Insistiendo en la necesidad de gran cantidad de tiempo para la evolución de los organismos se haya llevado a cabo:

En comparación con las duraciones que consideramos como enormes en nuestros cálculos ordinarios, hubo sin duda necesidad de un tiempo inmenso y de una variación considerable en las circunstancias que se han sucedido, para que la Naturaleza haya podido llevar la organización de los animales al grado de complicación y de desarrollo que alcanzan algunos. Así estamos autorizados para pensar que si la consideración de las capas diversas y numerosas que componen la corteza exterior del globo constituye un testimonio irrecusable de su enorme antigüedad; que si la del desplazamiento muy lento, aunque continuo, de la cuenca de los mares, atestiguado por los numerosos monumentos, confirma también la prodigiosa edad del globo terrestre, la consideración del grado de perfeccionamiento adonde ha llegado la organización de los animales más perfectos concurre por su parte a poner de relieve esta verdad en su más alto grado de evidencia.

Atendiendo a su grado de complejidad va descendiendo en el siguiente orden: Mamíferos, aves, reptiles y peces. Capítulo aparte le merecen los invertebrados, continuando en la escala con los moluscos, los anélidos, los crustáceos, arácnidos, insectos, pólipos,... Todo siguiendo un orden según van desapareciendo la columna vertebral, el aparato respiratorio, los órganos sexuales, órgano de la vista,... Hasta llegar a los infusorios, “animales microscópicos, con cuerpo gelatinoso, transparente, homogéneo y muy contráctil. No hay en ellos interiormente ningún órgano especial distinto, sino gémulas oviformes en general, no ofreciendo en el exterior ni tentáculos radiados ni órganos rotatorios.”

### De la influencia de los hábitos sobre los organismos
Para Lamarck no son los órganos y la forma de las partes del cuerpo lo que ha dado lugar a los hábitos, sino que por el contrario, los hábitos han sido los que han conformado estos órganos y sus facultades. Al cambiar las circunstancias los organismos sentirían nuevas necesidades que les llevarían a adquirir nuevos hábitos y, al final, éstos producirían las modificaciones. 
Lamarck advierte que no hay que tomar al pie de la letra tal aseveración, porque para que se produzcan las modificaciones es necesario que los cambios sean constantes y se prolonguen en el tiempo. Y formula sus dos leyes:

#### Primera ley
En todo animal que no ha traspasado el término de sus desarrollos, el uso frecuente y sostenido de un órgano cualquiera lo fortifica poco a poco, dándole una potencia proporcionada a la duración de este uso, mientras que el desuso constante de tal órgano lo debilita y hasta le hace desaparecer.

#### Segunda ley
Todo lo que la Naturaleza hizo adquirir o perder a los individuos por la influencia de las circunstancias en que su raza se ha encontrado colocada durante largo tiempo y consecuentemente por la influencia del empleo predominante de tal órgano, o por la de su desuso, la Naturaleza lo conserva por la generación en los nuevos individuos, con tal de que los cambios adquiridos sean comunes a los dos sexos, ó a los que han producido estos nuevos individuos.

En cuanto a las circunstancias, Lamarck habla de la influencia de los climas, de sus diversas temperaturas, de la diversidad de los hábitats, de la manera de vivir, de defenderse, de multiplicarse,... 
Continua con ejemplos de cómo la falta de uso de un órgano lo empobrece gradualmente pudiendo llegar a hacerlo desaparecer y de cómo, por el contrario, el uso tiende a potenciarlo. 
Finaliza esta primera parte con una clasificación de los animales tal y como entiende que han ido surgiendo, iniciando la clasificación por los más simples,  y ascendiendo en complejidad hasta llegar a los mamíferos.

## Segunda y tercera parte
Estas segunda y tercera partes, Lamarck, toca temas más concretos como sus ideas sobre la excitabilidad de los organismos, propiedades de su tejido celular, circunstancias únicas en las que pueden producirse la generación espontánea, origen y formación del sistema nervioso (órgano del sentimiento). Trata igualmente sobre la sensibilidad física y el mecanismo de las sensaciones, sobre la fuerza productiva de los animales, sobre la facultad de querer, sobre algunos actos del entendimiento,… Reconociendo él mismo que:

Las consideraciones que son expuestas en la segunda y la tercera parte abarcan, indudablemente, asuntos muy difíciles de examinar y hasta cuestiones que parecen insolubles; pero estos asuntos y problemas ofrecen tal interés, que cuantas tentativas se realicen respecto de ellos pueden ser ventajosas, ya mostrando verdades inadvertidas, ya abriendo el camino que puede conducir a ellas.